# Polycentropus brongus
Polycentropus brongus is een schietmot uit de familie Polycentropodidae. De soort komt voor in het Afrotropisch gebied.